# John Vanderlyn
John Vanderlyn est un peintre américain né le 18 octobre 1775 à Kingston, État de New York, mort dans la même ville le 23 septembre 1852, élève de façon brève de Jacques-Louis David à Paris.

## Biographie
Il fut employé par un marchand d'estampe à New-York, et reçut ses premiers cours artistiques d'Archibald Robinson (1765-1835), un des directeurs de l'American Academy. Il se rend à Philadelphie et fréquente l'atelier de Gilbert Stuart et copie certains de ses portraits.

## Œuvres
- Hartford (Connecticut), Wadsworth Atheneum[2], La Mort de Jane Mc Grea.
- New York, Metropolitan museum of Art, Panorama des jardins du château de Versailles.
- Washington Le capitole La découverte du nouveau monde

## Galerie d'images

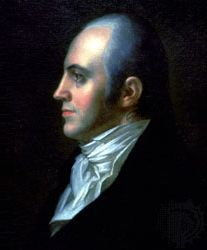
Portrait de Aaron Burr exécuté en 1809.
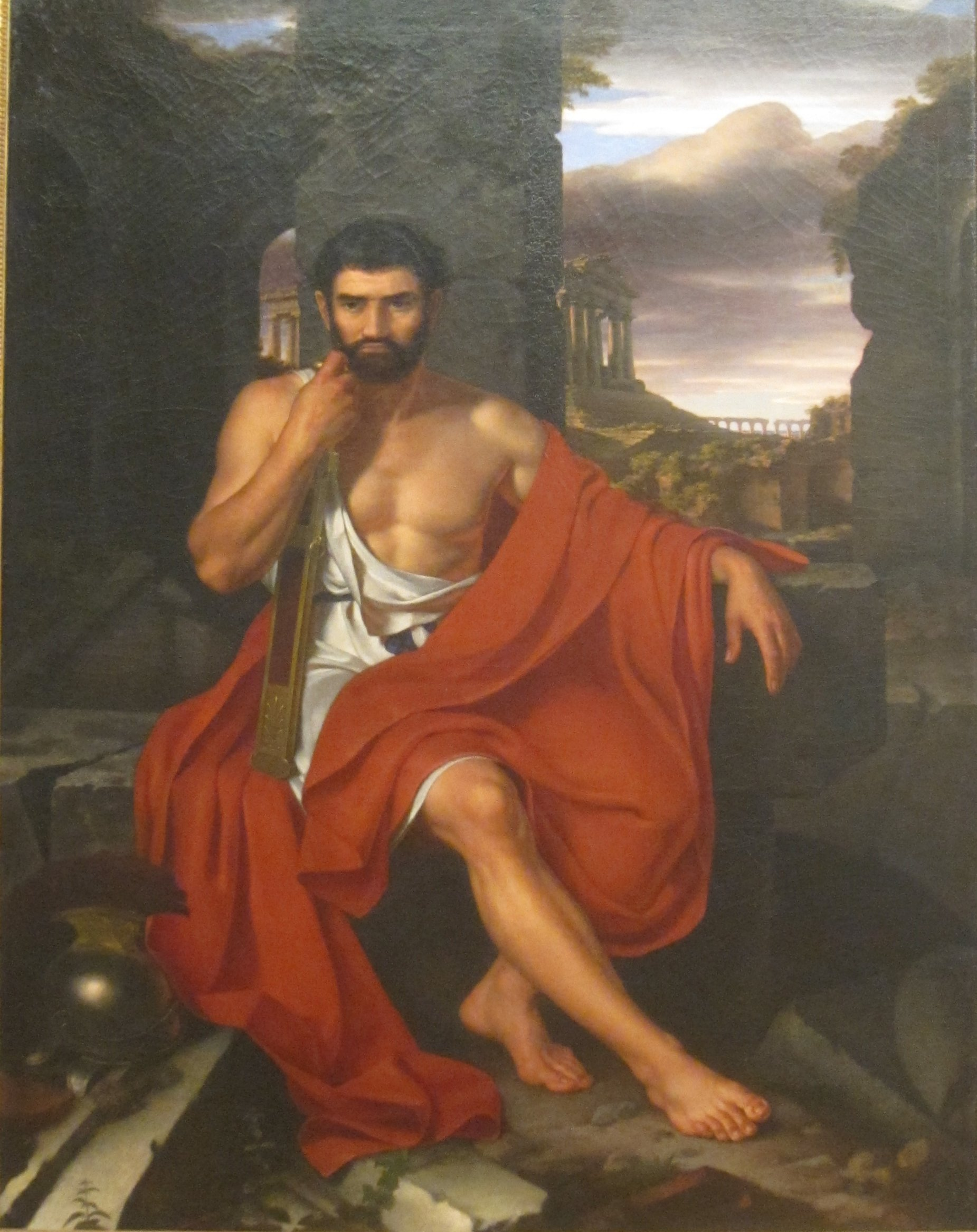
Peinture de Marius parmi les Ruines de Carthage.
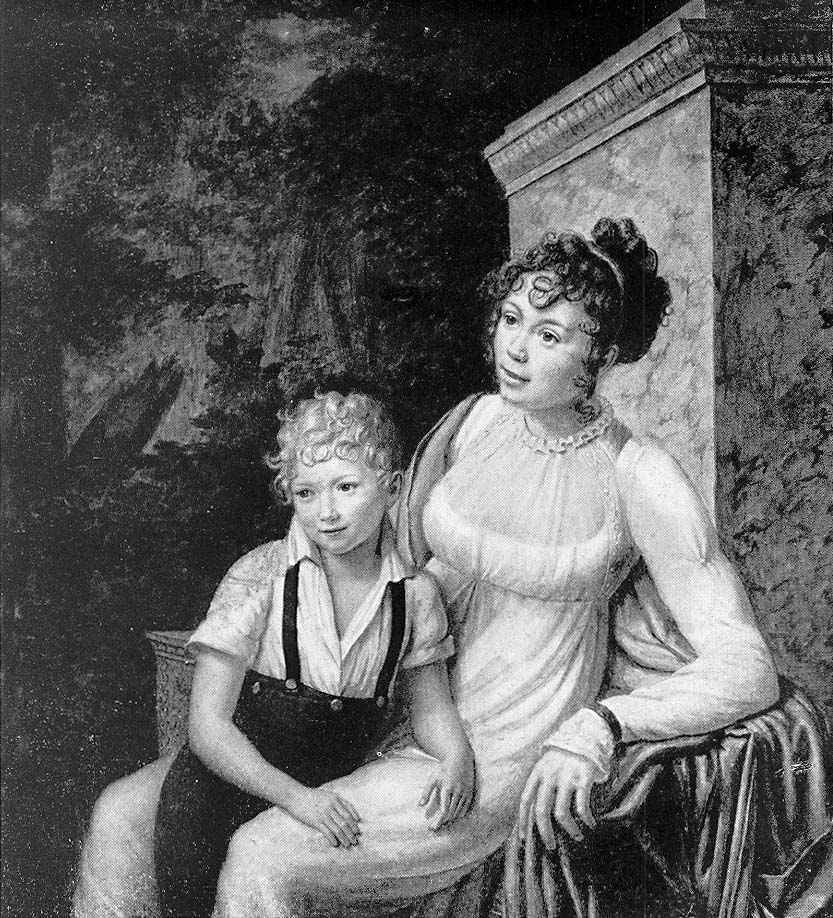
Mère et enfant, ca. 1800.
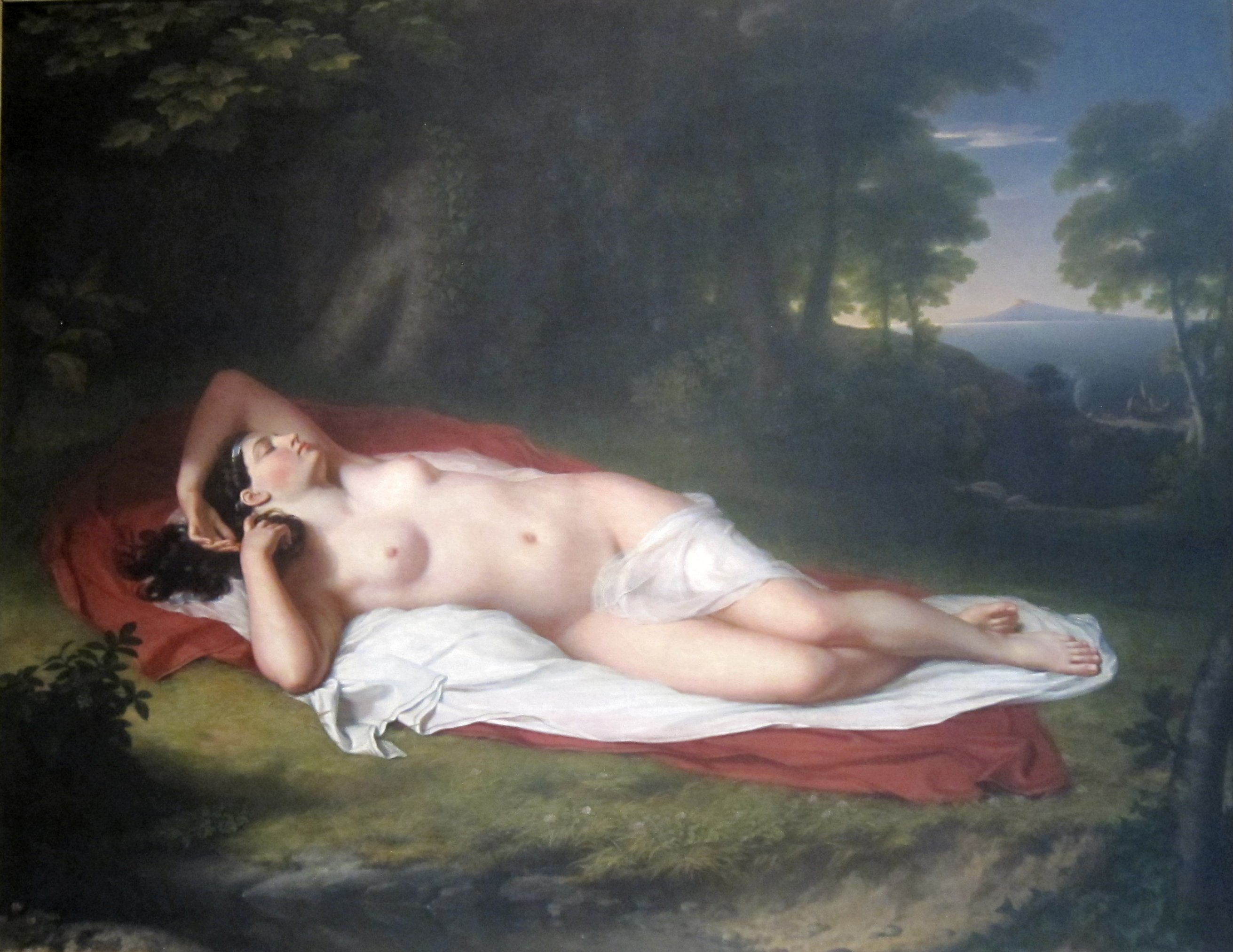
Ariane à Naxos